# Adunarea Legislativă Franceză
Adunarea Legislativă Franceză (1 octombrie 1791 - 20 septembrie 1792) a fost un organ al puterii legislative în perioada revoluției din Franța care a succedat Adunării Constituante. Poporul s-a ridicat la luptă pentru apărarea revoluției amenințate de nobilii emigrați și monarhiile europene.
Revoluționarii au cucerit palatul regal, la 10 august 1792, l-au detronat pe Ludovic al XVI-lea și l-au închis. Adunarea Legislativă a decretat suspendarea monarhiei, iar la 21 septembrie 1792, o altă adunare, care s-a numit Convenția Națională a proclamat prima Republică franceză.